# Chiesa di San Germano (Senna Lodigiana)
La chiesa di San Germano è la parrocchiale di Senna Lodigiana, in provincia e diocesi di Lodi; fa parte del vicariato di Casalpusterlengo.

## Storia
A partire dal 1189 è attestata, a Senna, la presenza di una pieve dedicata a santa Maria; essa è poi nuovamente menzionata nel 1192, mentre nel 1261 è citata in un documento dal quale si apprende che in paese esisteva anche un chiesa intitolata a san Germano.
La pieve nel Quattrocento perse di importanza e venne soppressa e nel XVI secolo la chiesa di San Germano ricevette il titolo di parrocchiale.
Nella Descriptio del 1619 si legge che la parrocchiale, inserita nel vicariato di Casalpusterlengo e avente come sussidiaria l'oratorio di Santa Maria in Galilea, era sede delle confraternite del Santissimo Sacramento e della Dottrina Cristiana, che a servizio della cura d'anime vi era solo il rettore e che i fedeli ammontavano 1086; questi ultimi risultavano saliti a 1330 nel 1690 e a 1493 nel 1786.
Nel 1914 iniziarono i lavori di ricostruzione della chiesa di San Germano; l'edificio venne portato a compimento nel 1931.
Nel 1989 la parrocchia risultava inserita nuovamente nel vicariato di Casalpusterlengo, dopo aver fatto parte, nel secolo e mezzo precedente, prima di quello di Brembio e poi di quello di Somaglia.

## Descrizione

### Esterno
La facciata a salienti della chiesa, rivolta a settentrione e coronata da pinnacoli, si compone di tre corpi: quello centrale, più alto, presenta il portale maggiore, protetto dal protiro, un rosone e una serie di loggette, mentre le due ali laterali sono caratterizzate dagli ingressi secondari e da altri due rosoni.
Annesso alla parrocchiale è il campanile a base quadrata, suddiviso da cornici in più registri; la cella presenta su ogni lato una bifora ed è coperto dal tetto a quattro falde.

### Interno
L'interno dell'edificio si compone di tre navate, suddivise in campate e separate da colonne e pilastri polilobati, sui quali si impostano i costoloni che scandiscono le volte a crociera; al termine dell'aula si sviluppa il presbiterio, rialzato di alcuni gradini, coperto da volta a botte e chiuso dall'abside di forma poligonale.